# Melk (rivière)
La Melk est une rivière autrichienne, affluent en rive droite du Danube qui coule dans le land de Basse-Autriche.

## Géographie
Elle prend sa source près de Statzberg dans la commune de  Sankt Anton an der Jeßnitz, traverse les villes de Sankt Georgen an der Leys, Oberndorf an der Melk, Ruprechtshofen et Sankt Leonhard am Forst et termine sa course près de la ville de Melk dans le Danube.